# Dakar-Fès Express : La Route de l'Afrique
Dakar-Fès Express : La Route de l'Afrique est la 1re saison de Dakar-Fès Express diffusée entre le 16 aout et le 4 octobre 2011 sur 2M  et présentée par Hicham Mezrar.
16 candidats (8 équipes de 2 personnes) ont dû parcourir 5 000 km en partant de Dakar au Sénégal pour traverser l'Afrique du nord et rejoindre Fès au Maroc, en passant par la Mauritanie en 28 jours (8 étapes) avec 10 dirhams par jour et par personne afin de tenter de gagner jusqu'à 250 000 dhs.

## Les candidats et les résultats
|     | Équipes                          | Relations    | Classement (par étape) | Classement (par étape) | Classement (par étape) | Classement (par étape) | Classement (par étape) | Classement (par étape) | Classement (par étape) | Classement (par étape) | Classement (par étape) |  |
| 1   | Équipes                          | Relations    | 2                      | 3                      | 4                      | 5                      | 6                      | 7                      | 8                      | Moyennes des résultats |                        |  |
| 1er | Hind et Abd el Hakim             | Amis         | 1er                    | 3e                     | 3e                     | HC                     | 5e                     | 1er                    | 2e                     | 1er                    | 2,00                   |  |
| 2e  | Sanaa et Younes                  | Frère / Sœur | 3e                     | 2e                     | HC                     | 1er                    | 4e                     | 3e                     | 1er                    | 2e                     | 2,00                   |  |
| 3e  | Hicham et Safaa                  | Mariés       | HC                     | 5e                     | 2e                     | 4e                     | HC                     | 2e                     | 3e                     | 3e                     | 2,37                   |  |
| 4e  | Mohamed et Amin                  | Amis         | 8e                     | 7e                     | HC                     | 2e                     | 1er                    | 4e                     | 4e                     |                        | 3,28                   |  |
| 5e  | Mamadou Alboury et Sy Papa Demba | Amis         | 2e                     | 4e                     | HC                     | 3e                     | 2e                     | 5e                     |                        |                        |                        |  |
| 6e  | Nezha et Mina                    | Amies        | 4e                     | 1er                    | 1er                    | 5e                     |                        |                        |                        |                        |                        |  |
| 7e  | Rachid et Abdessalam             | Inconnus     | 7e                     | 6e                     | 4e                     |                        |                        |                        |                        |                        |                        |  |
| 8e  | Kamar et Gizlaine                | Amies        | 3e                     | 8e                     |                        |                        |                        |                        |                        |                        |                        |  |

- Une équipe arrivant première (1re) reçoit un amulette de 25000 dirhams. Si elle se fait éliminer, l'équipe qui reçoit la ou les amulette(s) des éliminés est en caractère gras.
- Un résultat en rouge signifie que cette équipe a été éliminée.
- Un résultat en bleu souligné signifie que cette équipe est arrivée dernière à une étape non-éliminatoire, et a dû avoir un handicap à la prochaine étape. Si le résultat est simplement bleu, cela signifie qu'elle a été éliminée à la fin de cette étape mais réintégrée à la course l'étape suivante.
- Un résultat souligné en noir signifie que cette équipe avait le drapeau noir.
- Un résultat en vert signifie que cette équipe a remporté l'immunité, alors qu'en vert italique signifie qu'elle a remporté l'immunité et a été dispensée du reste de l'étape.
- Un résultat HC orange signifie que cette équipe était hors-classement à la fin de cette étape.
- Un résultat en violet signifie que cette équipe avait le drapeau rouge.

### Les handicaps
Durant l'étape 1, Mohamed et Amin sont arrivés derniers.Lors de la 2e étape, ils avaient comme handicap le fait qu'ils devaient effectuer la course avec une imposante marmite, une table à repasser et un tambour. Ils seront sauvés lors de la 2e étape en arrivant avant-derniers
Durant l'étape 5, Sanaa et Younes sont arrivés derniers. Ils seront sauvés lors de la 6e étape en remportant l'épreuve d’immunité.

## Le parcours
Le parcours commence à Dakar (Sénégal) et se termine à Fès (Maroc).

### Les différentes étapes
- Étapes au  Sénégal:
  - 1re étape Dakar-Thiès
  - 2e étape Thiès-Kaolack-Mboro
  - 3e étape Mboro-Louga-Saint Louis-Diama
- Étapes en  Mauritanie :
  - 4e étape Nouakchott-Nouadhibou
- Étapes au  Maroc:
  - 5e étape Dakhla-Tarfaya-Tiznit-Taroudant-Agadir
  - 6e étape Agadir-Tinghir
  - 7e étape Tinghir-Meknès
  - 8e étape Meknès-Fès

### Les règles traditionnelles
- Les épreuves d'immunité

Une épreuve d'immunité a lieu au milieu de chaque étape. L'équipe qui remporte l'épreuve est d'ores et déjà assurée de participer à l'étape suivante même si elle se classe dernière de l'étape en cours. Dans ce cas, c'est l'équipe avant-dernière qui quitte l'aventure.
- Le drapeau rouge

Pour acquérir le drapeau rouge, les équipes doivent l'acheter sous forme d'enchères, celle qui propose l'offre la plus importante (avec l'argent récolté par le système "1 € par jour et par personne" et la générosité des locaux), pourra bloquer à volonté une équipe pendant 15 minutes. L'équipe pénalisée pourra reprendre la course au terme de ce laps de temps.
Cette année, l'apparition du drapeau s'est déroulé au 3e épisode qui a vu l'équipe Nezha et Mina le remporter.
- Les handicaps

L'attribution des handicaps est destinée aux candidats qui sont arrivées derniers à l'étape précédente lorsqu'elle n'est pas éliminatoire. Cette règle consiste à confier à cette équipe un handicap tout le long de l'étape suivante, celui-ci peut être un objet ou une personne qui provient du pays où se déroule l'étape.

#### Le drapeau noir
Un drapeau noir est donné à une équipe qui doit tout faire pour s'en débarrasser en le donnant à une équipe concurrente. Pour s'en séparer, l'équipe qui l'a en sa possession doit être à bord d'un véhicule et dépasser une autre équipe qui doit être arrêtée sur le bord de la route.
L'équipe qui arrive avec ce drapeau à la fin de l'étape est rétrogradée d'une place au classement final.
Ce drapeau est apparu lors de la 6e étape.

#### L'enveloppe noire
À chaque début d'étape, l'équipe arrivée en 1re position lors de la précédente étape obtient une enveloppe qui annonce si l'étape actuelle est éliminatoire ou non. L'équipe doit la garder impérativement fermée et ne pas la perdre. Si l'étape est non-éliminatoire, l'équipe arrivée en dernière position bénéficiera d'un handicap.